# 흥원 (신라)
흥원(興元, ?~681년)은 신라의 관리이다.

## 생애
파진찬(波珍飡) 관등을 지낸 그는 681년에 김흠돌(金欽突), 진공(眞功) 등과 함께 난을 일으키다가 죽임을 댕했다.